# Dead or Alive (computerspel)
Dead or Alive is een vechtspel ontwikkeld door Team Ninja en uitgegeven in 1996 door Tecmo als arcadespel. In de twee jaren daarop werd het spel ook uitgegeven voor Sega Saturn en PlayStation. De Sega Saturn-versie werd alleen in Japan uitgegeven.
In 1996 werd het spel in de arcadehallen van Japan een groot succes, maar dit succes bleef weg in het westen. Dit kan mogelijk komen door de concurrent van Dead or Alive, Tekken, wat al een succesvolle serie was op de PlayStation. Het arcadespel bevat 3D achtergronden voor alle arena's. Toen het spel werd overgezet naar de Sega Saturn, bleek deze dit niet aan te kunnen en werd het spel verminderd in kwaliteit.
Het spel is in 2005 uitgegeven voor de Xbox als onderdeel van Dead or Alive Ultimate.

## Gameplay
Dead or Alive was een innoverend vechtspel voor zijn tijd. Dead or Alive staat het meest bekend om zijn snelheid en verdedigingssysteem. De nadruk bij Dead or Alive ligt op de snelheid, waarbij er met een kleinere hoeveelheid verschillende knoppen, het meer neerkomt op een goed reactievermogen dan veel verschillende combo's leren. Dead or Alive was het eerste vechtspel dat bij de verdediging, meerdere verschillende technieken aanbood, op basis van het type aanval.
Ook spelen omgevingsfactoren in het spel een rol door middel van zogenoemde "Danger Zones". Dit zijn zones aan de rand van de arena waar, als een speler er inloopt, de speler omhoog gestuwd wordt door lucht, waardoor de speler kwetsbaar is voor een speciale aanval.